# إروين دادلي
إروين دادلي مواليد 2 أكتوبر 1981، هو لاعب كرة سلة تركي بدأ مسيرته الاحترافية في سنة 2004 يلعب في الدوري التركي لكرة السلة ويحمل الرقم 35. يبلغ طوله 6 قدم 8.5 بوصة (2.0 م).

## فرق لعب لها
- تورك تيليكوم
- غلطة سراي لكرة السلة

## روابط خارجية
- إروين دادلي على موقع الدوري الأوروبي لكرة السلة (الإنجليزية)
- إروين دادلي على موقع كرة السلة الأوروبية.كوم (الإنجليزية)
- إروين دادلي على موقع كلية كرة السلة في سبورتس رفرنس.كوم (الإنجليزية)
- إروين دادلي على موقع ريلجم (الإنجليزية)
- إروين دادلي على موقع بروبوليرز (الإنجليزية)
- إروين دادلي على موقع سبورتس رفرنس (الإنجليزية)